# Aderus acuminatus
Aderus acuminatus é uma espécie de Coleoptera da família Aderidae.

## Distribuição geográfica
Habita na ilha de Penang  (Malásia).